# Harry Küster
Harry Küster (* 1930; † 2004) war ein deutscher Schauspieler, Synchron- und Hörspielsprecher.

## Leben
Harry Küster wurde 1930 geboren und hatte eines seiner ersten Engagements am Landestheater Parchim. Für die DEFA wirkte er in einigen Spielfilmen sowie in mehreren satirischen Stacheltier-Filmen mit. Auch für das Fernsehen der DDR war er vor der Kamera tätig. Für den Rundfunk der DDR sprach er in über 50 Hörspielen, davon besonders häufig für die Hörspielreihe Neumann, zweimal klingeln.

## Filmografie
- 1961: Der Fall Gleiwitz
- 1965: Ohne Paß in fremden Betten
- 1965: Der Reserveheld
- 1974: Hallo Taxi (Fernsehfilm)
- 1974: Orpheus in der Unterwelt
- 1976: Polizeiruf 110: Schwarze Ladung (Fernsehreihe)
- 1985: Hälfte des Lebens
- 1989: Johanna (Fernsehserie, 1 Episode)

## Theater
- 1950: Pedro Calderón de la Barca: Dame Kobold – Regie: Theo Modes (Landestheater Parchim)
- 1955: Georg Kein: Spott frei – Regie: ? (Kabarett Berliner Brettl)
- 1960: Autorenkollektiv: Wir Wundertüten – Regie: ? (Kabarett Berliner Brettl)
- 1966: Autorenkollektiv: Seid verschlungen Millionen – Regie: Otto Stark/Manfred Petzold (Kabarett-Theater Distel Berlin)

## Hörspiele
- 1961: Richard Groß: Abenteuer in Straßburg – Regie: Joachim Witte (Hörspiel – Rundfunk der DDR)
- 1961: Joachim Witte: Stunde der Angst – Regie: Joachim Witte (Hörspiel – Rundfunk der DDR)
- 1962: Rolf Schneider: Jupiter-Sinfonie – Regie: Fritz-Ernst Fechner (Hörspiel – Rundfunk der DDR)
- 1963: Helmut Hellstorff: Alibi (Otto) – Regie: Harry Schrank (Kinderhörspiel – Rundfunk der DDR)
- 1967: Fred Rodrian: Minni und die Kuh Mariken – Regie: Maritta Hübner (Hörspiel – WDR)
- 1968: Peter Brock: Fettflecke (Strohbusch) – Regie: Joachim Gürtner (Aus der Hörspielreihe: Neumann, zweimal klingeln – Rundfunk der DDR)
- 1968: Hansgeorg Meyer: Blinde Reise (Strohbusch) – Regie: Joachim Gürtner (Aus der Hörspielreihe: Neumann, zweimal klingeln – Rundfunk der DDR)
- 1969: Marjan Marinc: Das silberne Pferdchen – Regie: Marjan Marinc (Kinderhörspiel – Rundfunk der DDR)
- 1970: Gottfried Teichmann: Das Gerücht (Lange) – Regie: Joachim Gürtner (Aus der Hörspielreihe: Neumann, zweimal klingeln – Rundfunk der DDR)
- 1970: Ernst Röhl: Allegro – ein heiteres, beschwingtes, jedoch nicht unernstes Spiel (Seifert) – Regie: Christa Kowalski (Kinderhörspiel – Rundfunk der DDR)
- 1971: Gerhard Jäckel: Ein verkanntes Genie (Lange) – Regie: Joachim Gürtner (Aus der Hörspielreihe: Neumann, zweimal klingeln – Rundfunk der DDR)
- 1971: Werner Jahn: Fußballexperten (Lange) – Regie: Joachim Gürtner (Aus der Hörspielreihe: Neumann, zweimal klingeln – Rundfunk der DDR)
- 1972: Gerhard Jäckel: Die blaue Eidechse (Lange) – Regie: Joachim Gürtner (Aus der Hörspielreihe: Neumann, zweimal klingeln – Rundfunk der DDR)
- 1972: Gottfried Teichmann: Junge oder Mädchen (Lange) – Regie: Joachim Gürtner (Aus der Hörspielreihe: Neumann, zweimal klingeln – Rundfunk der DDR)
- 1973: Alfred Matusche: Van Gogh – Regie: Peter Groeger (Hörspiel – Rundfunk der DDR)
- 1973: Georg Hermann: Kubinke – Regie: Werner Grunow (Hörspiel – Rundfunk der DDR)
- 1974: Marin Držić: Vater Marojes Dukaten (Polizeibüttel) – Regie: Peter Groeger (Hörspiel – Rundfunk der DDR)
- 1974: Ernst Röhl: Minna Plückhahn will es wissen (Kempe) – Regie: Fritz-Ernst Fechner (Hörspiel – Rundfunk der DDR)
- 1975: Erik Knudsen: Not kennt kein Gebot oder Der Wille Opfer zu bringen (Strom) – Regie: Peter Groeger (Hörspiel – Rundfunk der DDR)
- 1975: Vytautas Petkevičius: Baumlang, Spannenhochs Sohn – Regie: Peter Gröger (Kinderhörspiel – Rundfunk der DDR)
- 1977: Claude Aveline: Wagen 7, Platz 15 (Chefbuchhalter) – Regie: Peter Groeger (Hörspiel – Rundfunk der DDR)
- 1977: Joachim Brehmer: Blau ist die Nacht (Fahrkartenkontrolleur) – Regie: Fritz-Ernst Fechner (Hörspiel – Rundfunk der DDR)
- 1978: Peter Gauglitz: Der Bart ist ab – Regie: Ingo Langberg (Kriminalhörspiel – Rundfunk der DDR)
- 1979: Bernd Schirmer: Der schönste Tag meines Lebens (Kellner) – Regie: Peter Groeger (Hörspiel – Rundfunk der DDR)
- 1979: Jan Eik: Rauchgrau mit zartem Rosa (Ziesing) – Regie: Ingo Langberg (Kriminalhörspiel/Kurzhörspiel – Rundfunk der DDR)
- 1981: Charlotte Ziemann: Bedient – Regie: Wolfgang Schonendorf (Kurzhörspiel – Rundfunk der DDR)
- 1981: Adolf Glaßbrenner: Herr Buffey in einer Silvestergesellschaft (Herr Kresse) – Regie: Werner Grunow (Hörspiel – Rundfunk der DDR)

## Synchronisation
- 1978: Václav Babka als Doktor in Sie kam aus dem All (Fernsehserie)